# Nikodemos der Hagiorite

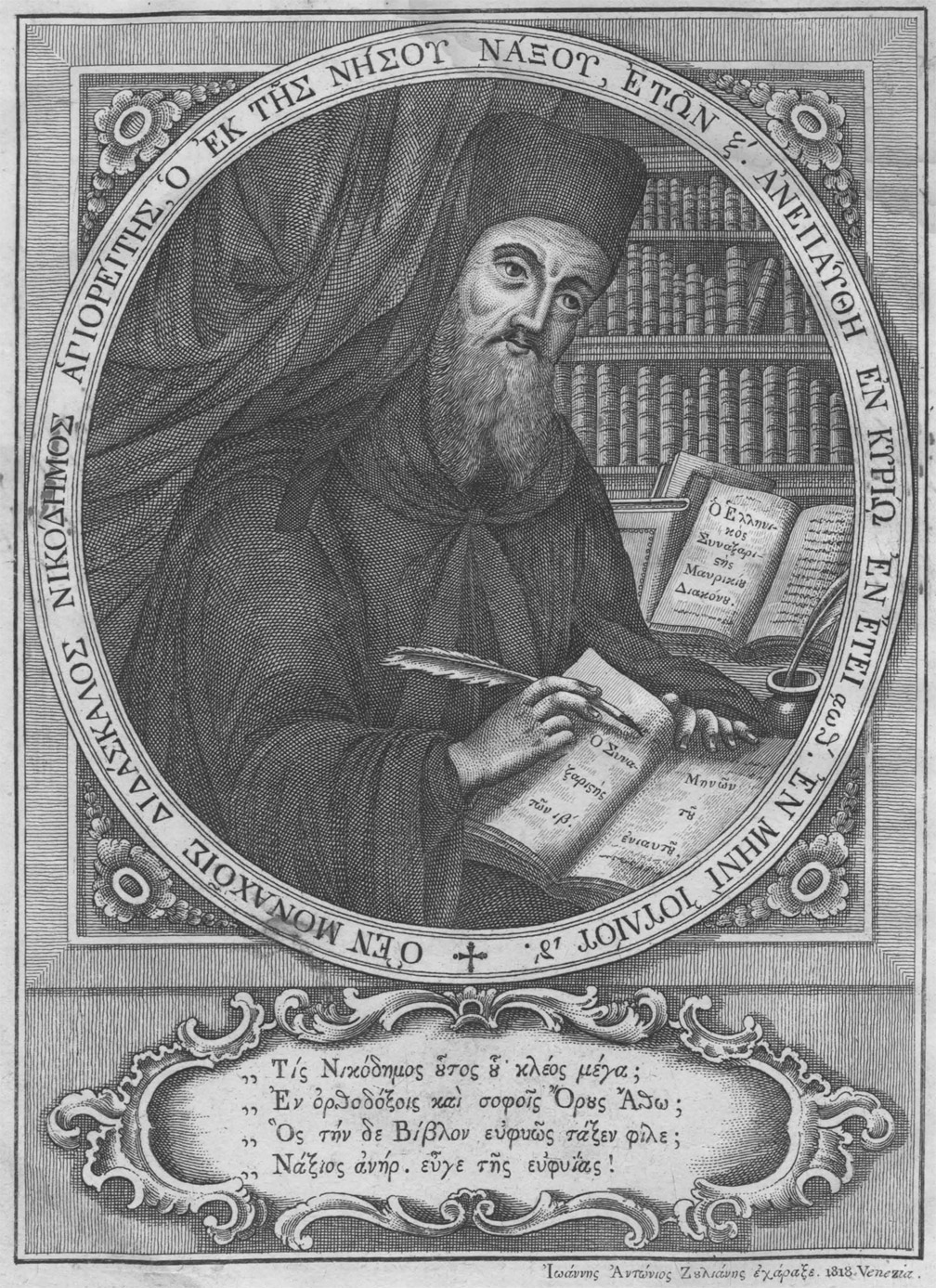
Nikodemos der Hagiorite

Nikodemos der Hagiorite oder Nikodemos vom Heiligen Berg (griechisch Ὃσιος Ἁγιορείτης, * 1749 auf Naxos; † 14. Juli 1809 auf dem Athos) ist ein Heiliger der Orthodoxen Kirche.
Nikodemos war ein asketischer Mönch, Mystiker, Theologe und Philosoph. Sein Lebenswerk war die Wiederbelebung traditioneller christlicher Praktiken und der patristischen Literatur. Er schrieb asketische Gebetsliteratur und beeinflusste die Wiederentdeckung des Hesychasmus, einer Methode des kontemplativen Gebets aus der byzantinischen Periode. Bekannt wurde er vor allem für seine Arbeit mit Makarios von Korinth über die Anthologie der klösterlichen spirituellen Schriften (Die Philokalie). 1955 wurde er vom Ökumenischen Patriarchen von Konstantinopel kanonisiert.

## Leben und Ausbildung
St. Nikodemos wurde 1749 als Nikolaos Kallivroutsis (Νικόλαος Καλλιβρούτσης) auf der griechischen Insel Naxos, die zu der Zeit Teil des Osmanischen Reichs war, geboren. Nach der Schilderung seines Biographen Gerasimos Micragiannanitis besaß er eine „große Schärfe des Geistes, genaue Wahrnehmung, intellektuelle Helligkeit und ein großes Gedächtnis“, Eigenschaften, die für diejenigen, die ihn in seinem Lernen förderten, leicht zu erkennen waren.
Zunächst stand er unter der Vormundschaft seines Dorfpfarrers, später unter derjenigen von Archimandrit Chrysanthos, dem Bruder des Hl. Kosmas. Von dort aus machte er sich auf den Weg nach Smyrna (heute Izmir, Türkei), wo er Schüler der Evangelischen Schule wurde. Hier studierte er Theologie, sowie Altgriechisch, Latein, Französisch und Italienisch.
Da er dort von den Türken, die damals den größten Teil der griechischen Welt beherrschten, verfolgt wurde, kehrte er 1770 nach Naxos zurück.
Anschließend studierte er wieder in Smyrna, musste aber wegen der osmanischen Verfolgung sein Studium abbrechen. Stattdessen trat er 1775 in das Dionysiou-Kloster auf dem Heiligen Berg ein.

## Klosterleben
Wenige Jahre nach seiner Rückkehr nach Naxos machte Nikolaos die Bekanntschaft von St. Makarios von Korinth, der Beginn einer lebenslangen Freundschaft. Kurz darauf beschloss er, sich dem Klosterleben zu widmen, nach dem Beispiel von drei Mönchen, Gregor, Niphon und Arsenios, denen er begegnet war. Diese Männer waren vom Berg Athos gekommen, der seit über siebenhundert Jahren ein wichtiges Zentrum des Mönchtums gewesen war, und überzeugten Nikolaos, auch dorthin zu gehen. Er trat dort im Jahre 1775, im Alter von 26 Jahren ein.
Nachdem er ein tonsuirierter Mönch geworden war, wurde Nikolaosʼ Name in Nikodemos geändert, wie es für diejenigen, die die Welt verlassen hatten, Brauch war. Er wurde in die Praxis der „Hesychia“ eingeweiht, einer Methode des Gebets, die innere Stille, kontrolliertes Atmen und Wiederholung des „Jesusgebets“ („Herr Jesus Christus, Sohn Gottes, erbarme dich meiner, einem Sünder“), beinhaltet. Nikodemos schloss sich den Mönchen der Kollyvades-Bewegung an, die eine Wiederbelebung traditioneller orthodoxer Praktiken und der patristischen Literatur anstrebten, und er verbrachte den Rest seines Lebens damit, diese Werke zu übersetzen und zu veröffentlichen.
Er starb am 14. Juli 1809 auf dem Berg Athos und wurde am 31. Mai 1955 von der griechisch-orthodoxen Kirche heiliggesprochen. Sein Festtag ist der 14. Juli.

## Werke (Auswahl)
In Zusammenarbeit mit Makarios von Korinth stellte Nikodemos die Philokalie zusammen, die zu einem wichtigen Werk der klösterlichen Spiritualität wurde. In das Werk wurden die Lehren vieler antiker Wüstenväter aufgenommen. Bei der Zusammenstellung der Philokalie nahm Nikodemos die Titel verschiedener Passagen des Alten und dem Neuen Testaments auf, die ausschließlich auf seinem fotografischen Gedächtnis beruhten.
Nikodemos veröffentlichte auch moderne Ausgaben älterer theologischer Schriftsteller, wie die von Symeon dem Neuen Theologen und von Gregorios Palamas.
Neben seiner Arbeit als Kompilator und Herausgeber fremder Werke verfasste Nikodemos auch eine größere Anzahl eigener Bücher und anderer geistlicher Schriften, wie z. B. das „Pedalion“ (=das Ruder), eine Abhandlung über das Kanonische Recht und das „Exomologetarion“, ein Leitfaden für Beichtväter.
Ein weiteres seiner berühmten Werke ist das „Sybouleutikon Encheiridio“ („Ratschläge für das geistliche Leben“) (1801), von Nikodemos auf Anregung seines Cousins Hierotheos geschrieben, der vor kurzem zum Bischof von Euripos ernannt worden war. Dieses Handbuch über das religiöse Leben, das sich an Geistliche und christliche Laien gleichermaßen richtet, hat bis heute Einfluss auf die griechische Spiritualität. Die Arbeit wurde als theologisch-ethisches Traktat beschrieben, welches sowohl tiefe psychologische Einsichten als auch einen scharfen wissenschaftlichen Geist zeigt.
Die westlichen spirituellen Schriftsteller waren ihm nicht unbekannt, und er veröffentlichte Übersetzungen der „Ignatianischen Exerzitien“ (Πνευματικά γυμνάσματα) von Ignatius von Loyola und „Der geistliche Kampf“ (Βιβλίον καλούμενον·Αόρατος Πόλεμος) von Laurentius Scupoli.

## Moderne Werkausgaben (Auswahl)
- Agapius[8] und Nicodemus, The Rudder (Pedalion) (…): All the Sacred and Divine Canons (…). Chicago: The Orthodox Christian Educational Society, 1957.
- Nikodemos the Hagiorite; George Dokos (Übersetzer): Exomologetarion: A Manual of Confessions by our Righteous God-bearing Father Nikodemos the Hagiorite. Thessalonica: Uncut Mountain Press, 2006.
- Nikodemos vom Berg Athos: Ratschläge für das geistliche Leben: symboleutikon enchiridion. Übersetzung aus dem Englischen von Eugen Häcki. Überarbeitung und Vergleich mit der griechischen Ausgabe durch Leo Bang. Wachtendonk, Edition Hagia Sophia, 2018. ISBN 978-3-96321-012-9